# Cathédrale de Tursi
La cathédrale de Tursi est une église catholique romaine de Tursi, en Italie. Il s'agit de la cathédrale du diocèse de Tursi-Lagonegro.